# Heliocontia variegata
Heliocontia variegata är en fjärilsart som beskrevs av Heinrich Benno Möschler 1890. Heliocontia variegata ingår i släktet Heliocontia och familjen nattflyn. Inga underarter finns listade i Catalogue of Life.